# 通教寺
39°56′39″N 116°25′35″E / 39.9442873°N 116.4262588°E
通教寺位于北京市东城区东直门内的针线胡同19号，是汉传佛教尼众寺院。

## 历史
通教寺相传是明代一太监创建，清代重修，更名为“通教禅林”。原是一座只有几间殿堂的小庙。到民国初年，殿堂残破，佛像毁坏，只剩一位老年比丘尼住寺。1942年，两位福建籍比丘尼开慧和胜雨决定重建通教寺。她们募集资金，改造大殿，并兴建南北楼、念佛堂、五观堂、大寮等建筑。还将寺庙更名为“通教寺”。为培养僧才，还创办了“八敬学苑”，使这座小庵成为海内外四众弟子推崇的尼众丛林。
“文化大革命”期间，经像法物被毁，尼僧离散。1978年以后，通教寺得到重修，尼众返回，被迫停止多年的宗教活动逐渐恢复。1983年被定为汉族地区佛教全国重点寺院。